# Romans Suta
Romans Suta (ur. 28 kwietnia 1896 w okolicach Kiesiu, zm. 14 lipca 1944 w Tbilisi) – łotewski malarz awangardowy, grafik i scenograf.

## Życiorys

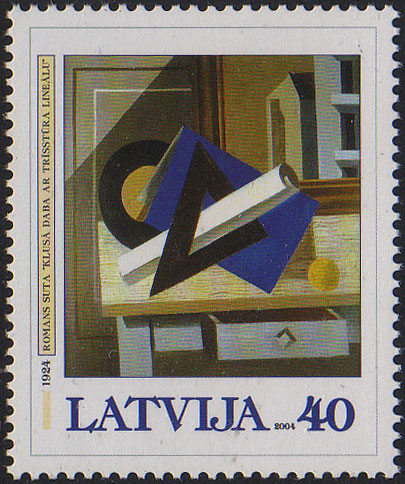
Łotewski znaczek z reprodukcją obrazu Klusā daba ar trīsstūra lineālu (Martwa natura z trójkątem rysunkowym) Romansa Suty z 1924 roku

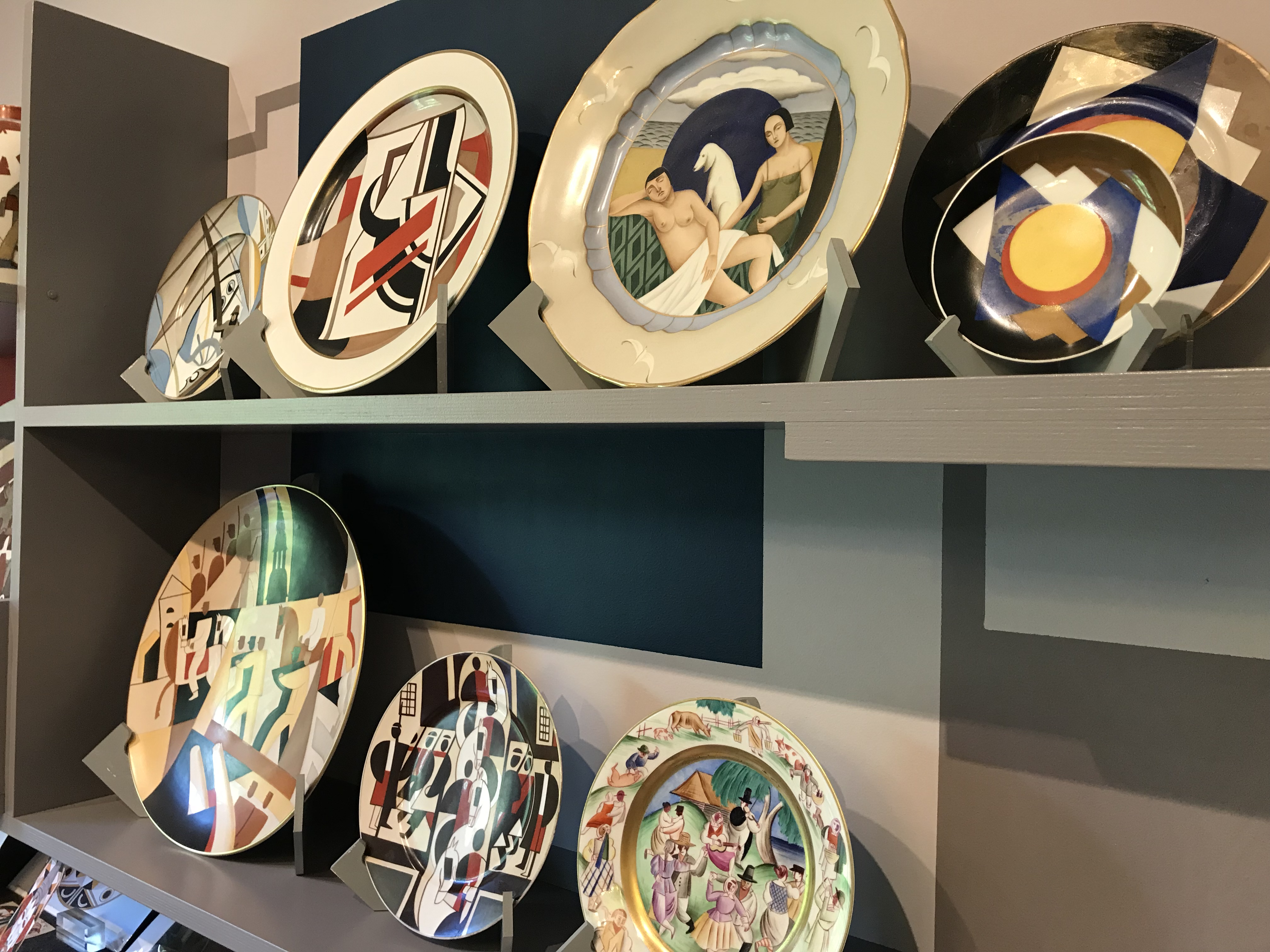
Porcelana w Muzeum Romansa Suty i Aleksandry Beļcovej

W latach 1913–1917 kształcił się w różnych szkołach artystycznych: najpierw w prywatnym studio Jūlijsa Madernieksa i szkole sztuk plastycznych w Rydze, a po wyjeździe w 1915 do Penzy, w tamtejszej szkole artystycznej. Podczas krótkiego pobytu w Petersburgu studiował francuski, rosyjski i sztukę nowoczesną. Większość wiedzy zdobył jednak dzięki lekturom, częstym podróżom i kontaktom z zagranicznymi artystami, w tym z Amédée Ozenfantem, Le Corbusierem, Louisem Marcoussisem i Juanem Grisem.
Po I wojnie światowej tworzył prace o dużej ekspresji i prostej formie, często przedstawiające Łotyszy naznaczonych przez wojnę. W 1919, wraz z Ģedertsem Eliassem, Jēkabsem Kazaksem, Niklāvsem Strunkem, Valdemārsem Tone i Konrādsem Ubānsem założył Grupę Ekspresjonistów, która wydała ważny dla sztuki łotewskiej zbiór linorytów Ekspresionisti (1919) przedstawiający trudy i cierpienia Łotyszy, które przyniosła wojna. W tym samym roku część Ekspresjonistów wraz z Sutą angażowała się w rozwój młodego państwa łotewskiego, które w 1918 ogłosiło niepodległość, tworząc projekty krajowych odznaczeń i orderów wojskowych. Opisując prace łotewskich artystów swojej generacji, Suta posługiwał się określeniem „nowa szkoła malarstwa” i podkreślał oryginalność lokalnej sztuki współczesnej. W 1920, Ekspresjoniści zmienili nazwę na Grupę Artystów Ryskich (1920–1938) i zorganizowali wystawę w Muzeum Sztuki w Rydze, która była znaczącym krokiem do akceptacji modernizmu na Łotwie. W odpowiedzi na nowoczesne prace przedstawione na wystawie, środowiska konserwatywne prowadzone przez dwóch profesorów akademickich utworzyły własny pokaz oraz wykład potępiający awangardę i Grupę Artystów Ryskich.
W latach 20. Suta pracował pod coraz większym wpływem francuskich kubistów i nurtu konstruktywizmu. W 1922 poślubił malarkę Aleksandrę Beļcovą, która również należała do Ryskiej Grupy Artystycznej; para wspólnie wyjechała w podróż do Paryża, Berlina i Drezna. Rok później w Paryżu urodziła się im córka Tatiana. W 1924 Suta założył warsztat malowania porcelany Baltars, w którym współpracował z żoną, grafikiem Sigismundsem Vidbergsem, a czasem także z malarzami Erastsem Šveicsem i Lūciją Kuršinską. Porcelana była ręcznie malowana, a projekty zawierały elementy kubizmu, konstruktywizmu i art déco. W 1925 Baltars zyskał dwa złote (dla Vidbergsa i technika Dmitra Abrosimova) i jeden brązowy (dla Suty za kompozycję) medal podczas Międzynarodowej Wystawy Sztuki Dekoracyjnej i Wzornictwa w Paryżu. Pomimo międzynarodowych wyróżnień i estymy, Baltars nie przynosił zysków; w rezultacie warsztat zamknięto w 1928. W 2016 Bank Łotwy wyemitował monetę okolicznościową wspominającą Baltars, z projektem talerza Suty z 1927. W latach 30. Suta kontynuował projektowanie porcelany w warsztacie Kuzņecowa, w którym był głównym projektantem talerzy i malunków na zastawach. W 1935 zdobył srebrny medal za projekt ceramicznego zestawu do herbaty na Wystawie Światowej w Brukseli, a w 1937 nagrodę główną Wystawy Światowej w Paryżu za talerze zaprojektowane dla fabryki Iļģuciems.
Poza malarstwem i projektowaniem ceramiki, Suta zajmował się także rysunkiem tuszem i grafiką. W jego pracach widać zainteresowanie scenami ze zwykłego życia. W 1929 został kierownikiem warsztatu rysunku na lokalnej uczelni. Od połowy lat 20. projektował także scenografię teatralną w całej Łotwie. Od 1939 tworzył scenografię dla produkcji filmowych w Rydze. Latem 1941 przeniósł się do Tbilisi, gdzie zaczął pracować przy produkcjach filmowych. 4 września 1943 został aresztowany za bycie „wrogiem ludu” i „fałszowanie kuponów żywnościowych na chleb”, za co skazano go na rozstrzelanie 14 lipca 1944. Prawdziwym powodem zatrzymania Suty była przynależność do gruzińskiej organizacji antysowieckiej Tetri Giorgi. 
W mieszkaniu, w którym Suta mieszkał od 1935 z Beļcovą, powstało muzeum poświęcone obu artystom. Mieści się ono w Rydze, w neoklasycystycznej kamienicy przy Elizabetes iela z 1911 roku. W 1987 córka odzyskała mieszkanie i urządziła w nim prywatne muzeum. W testamencie przekazała zbiory i mieszkanie Łotewskiemu Narodowemu Muzeum Sztuki, które otwarło na nowo muzeum, już jako swoją filię, w październiku 2008 roku.